# Sari
Pronunciação
Sari (em persa سارى) é a capital da província de Mazandarão, no Irã. Situa-se ao norte da cadeia montanhosa de Elbourz e ao sul do Mar Cáspio.